# قائمة زملاء الجمعية الملكية المنتخبين في 1788
هذه الصفحة تعرض قائمة زملاء الجمعية الملكية المُنتخبين لعام 1788.

## الزملاء
- نيكولاوس يوزف فون ياكوين
- يوهان هدويغ
- James Bowdoin [الإنجليزية]‏
- Philip Rashleigh (1729–1811) [الإنجليزية]‏
- Lorenz Florenz Friedrich von Crell [الإنجليزية]‏
- Martin Wall [الإنجليزية]‏
- George Hardinge [الإنجليزية]‏
- George Boyle, 4th Earl of Glasgow [الإنجليزية]‏
- Theodore Augustine Mann [الإنجليزية]‏
- كارل بيتر تونبرغ
- Jean-Rodolphe Perronet [الإنجليزية]‏
- إدوارد جيبون
- Richard Pepper Arden, 1st Baron Alvanley [الإنجليزية]‏
- تشارلز ويلكينز [الإنجليزية]‏
- John Sibthorpe [الإنجليزية]‏